# Denmark Casey Jr.
Denmark Raymond Casey Jr. (ur. 14 stycznia 1994 w Belmopanie) – belizeński piłkarz występujący na pozycji środkowego pomocnika, reprezentant kraju, obecnie zawodnik Verdes.
Piłkarzami byli również jego ojciec Denmark Casey Sr. oraz wuj Stanley Gardiner.

## Kariera klubowa
Casey rozpoczynał karierę piłkarską już w wieku trzynastu lat, występując u boku swojego ojca Denmarka Caseya Sr. w drużynie Camalote Warriors w regionalnych rozgrywkach Belmopan Football First Division Tournament. W lidze belizeńskiej zadebiutował jako zawodnik Belize Defence Force FC, z którym wywalczył dwa mistrzostwa kraju z rzędu (2010 Spring, 2010/2011). Latem 2012 przeszedł do klubu Belmopan Bandits FC, którego barwy reprezentował z sukcesami przez pięć lat. Zdobył z nim siedem mistrzostw Belize (2012/2013 Opening, 2013/2014 Opening, 2013/2014 Closing, 2014/2015 Opening, 2015/2016 Closing, 2016/2017 Opening, 2016/2017 Closing) oraz jedno wicemistrzostwo Belize (2014/2015 Closing). Aż pięciokrotnie był wybierany w oficjalnym plebiscycie najlepszym pomocnikiem ligi belizeńskiej (2012/2013 Closing, 2013/2014 Closing, 2015/2016 Opening, 2015/2016 Closing, 2016/2017 Closing).
W 2017 roku Casey został zawodnikiem Verdes FC. Wywalczył z nim dwa mistrzostwa Belize (2017/2018 Opening, 2019/2020 Opening) oraz jedno wicemistrzostwo (2018/2019 Opening). Dwa razy był również wybierany najlepszym pomocnikiem rozgrywek (2017/2018 Opening, 2017/2018 Closing). W Verdes stworzył czołowy w lidze duet środkowych pomocników z Jordym Polanco.

## Kariera reprezentacyjna
W listopadzie 2008 Casey został powołany przez Kenta Gabourela do reprezentacji Belize U-17 na środkowoamerykańskie kwalifikacje do Mistrzostw CONCACAF U-17. Wystąpił tam w pierwszym składzie w obydwóch, wysoko przegranych meczach – z Hondurasem (0:9) oraz Panamą (0:6). Jego drużyna nie awansowała na kontynentalny turniej.
W grudniu 2010 Casey w barwach reprezentacji Belize U-20 prowadzonej przez Renana Couoha wziął udział w środkowoamerykańskich eliminacjach do Mistrzostw CONCACAF U-20. Belizeńczycy ponownie nie zdołali się zakwalifikować do turnieju finałowego, notując dwie porażki – z Salwadorem (1:6) i Hondurasem (0:3). Casey rozegrał obydwa spotkania w od pierwszej do ostatniej minuty. W marcu 2013 został powołany na Igrzyska Ameryki Środkowej w San José. Rozegrał tam wszystkie trzy spotkania w pełnym wymiarze czasowym, a jego drużyna odpadła z męskiego turnieju piłkarskiego w fazie grupowej.
W sierpniu 2015 Casey znalazł się w ogłoszonym przez Edmunda Pandy’ego Sr. składzie reprezentacji Belize U-23 na środkowoamerykańskie preeliminacje do Igrzysk Olimpijskich w Rio de Janeiro. Belizeńczycy przegrali obydwa spotkania i odpadli z dalszej rywalizacji.
W październiku 2012 osiemnastoletni Casey wziął udział w swoim pierwszym obozie treningowym seniorskiej reprezentacji Belize. W sierpniu 2014 został powołany przez selekcjonera Leroya Sherriera Lewisa na turniej Copa Centroamericana. Tam wystąpił w wyjściowym składzie we wszystkich trzech meczach – 3 września z Hondurasem (0:2), 7 września z Gwatemalą (1:2) oraz 10 września z Salwadorem (0:2). Mecz z Hondurasem był zarazem jego debiutem w pierwszej drużynie narodowej, a Belizeńczycy nie zdołali wówczas wyjść z grupy. W styczniu 2017 znalazł się w składzie na kolejny Copa Centroamericana. Również tam miał niepodważalne miejsce w wyjściowej jedenastce selekcjonera Ryszarda Orłowskiego i wystąpił w pełnym wymiarze czasowym w pięciu meczach. Jego zespół zajął natomiast ostatnie miejsce.
Premierowego gola w drużynie narodowej Casey strzelił 16 listopada 2018 w wygranym 1:0 spotkaniu z Portorykiem w ramach rundy kwalifikacyjnej Ligi Narodów CONCACAF.